# ハニー・アンド・ルー
『ハニー・アンド・ルー』（英語: Honey and Rue）は、アンドレ・プレヴィンが作曲した連作歌曲。トニ・モリスンの詩に曲を付けたもので、キャスリーン・バトルによって初演された。ソプラノ独唱と小オーケストラを想定して書かれており、ジャズ、ブルースそしてアメリカ合衆国の霊歌のリズムから影響を受けている。『ニューヨークタイムズ』紙はこの作品を「控えめな贅沢の模範、装飾を必要とせず豊かで感受性が強い」と評した。

## 歴史
『The Critical Companion to Toni Morrison』によると、キャスリーン・バトルはモリソンの小説『青い眼が欲しい』に感銘を受け、プレヴィンとモリソンに自分のための連作歌曲を創って欲しいと依頼したということである。最終的に委嘱はカーネギー・ホールから行われることになった。『シカゴ・トリビューン』紙によると、歌詞は「とりわけ黒人、都会、女性による経験の風景の内を動いていく。」という。
1992年にカーネギー・ホールでバトルの独唱により初演されたが、最も強く記憶されるのは小澤征爾の指揮、ボストン交響楽団が演奏したタングルウッド音楽祭開幕での演奏であろう。モリソンが新曲のために書き下ろしたのはこれが初めてであった。総譜は1993年にチェスター・ミュージックから出版された。バトルは同年のうちにジョン・ネルソンの指揮、シカゴ交響楽団の演奏でラヴィニア音楽祭でも本作を歌っている。
バトルは1995年にプレヴィンが指揮するセントルークス管弦楽団と共にドイツ・グラモフォンへ本作を録音しており、カップリングにはバーバーの『ノックスヴィル、1915年夏』、ガーシュウィンの「愛するポーギー」、「サマータイム」が収められた。この録音への評として、『ボルチモア・サン』紙は作品を「見事なテクストによる素晴らしい連作歌曲」と称賛した。同じ年にバトルはエイヴリー・フィッシャー・ホールでレナード・スラットキンの指揮、ニューヨーク・フィルハーモニックでの演奏に臨むが、この時にはトニ・モリスンが雄弁家として共演した。バトルはさらにほかの主要オーケストラとも本作の公演を重ねた。1997年にはエサ＝ペッカ・サロネン指揮、ロサンジェルス・フィルハーモニック、2000年にジェラード・シュワルツ指揮、フィラデルフィア管弦楽団とマン・センター・フォー・ザ・パフォーミング・アーツで、そして2006年にトーマス・ウィルキンス指揮、デトロイト交響楽団と共演している。
ソプラノのハロリン・ブラックウェルもプレヴィンの指揮の下、本作を幾度か歌っている。共演した楽団にはニューヨークでのセントルークス管弦楽団（1996年）、ピッツバーグ交響楽団（1998年）、東京でのNHK交響楽団（1999年）、オスロ・フィルハーモニー管弦楽団（2001年）が並ぶ。プレヴィンは2006年にもオスロ・フィルを率いて本作を披露しており、その時のソプラノはニコル・キャベルであった。2015年5月にはジャニーヌ・ドゥ・ビクがシンシナティのアンダーソン・センターで開催された第102回Matinee Musicaleにおいてこの作品を歌っている。

## 楽曲構成
1. "First I'll Try Love"
2. "Whose House Is This"
3. "The Town Is Lit"
4. "Do You Know Him"
5. "I Am Not Seaworthy"
6. "Take My Mother Home"

## 関連文献
- Fontaine, Jeanette. "He Sang, She Sang: The Gendered Song Cycle." Journal of Singing 70.1 (2013): 97.
- Gingerich, Katrina. "The Journey of the Song Cycle: From “The Iliad” to “American Idiot." Musical Offerings 1.2 (2010): 3.
- Baby, Tar, et al. "Works byToni Morrison." Toni Morrison (2010): 307.